# Rudolph von Bünau (Amtshauptmann)
Rudolph von Bünau (* 27. Juli 1659; † 8. November 1709 bei Brüssel) war ein königlich-polnischer und kurfürstlich-sächsischer, auch sachsen-weißenfelsischer Oberkreisdirektor, Kriegsrat des Fürstentums Sachsen-Querfurt, Obrist, Oberkommandant und Amtshauptmann zu Heldrungen sowie Erb- und Gerichtsherr auf Roßbach und Harras.

## Leben
Er stammte aus dem sächsischen Uradelsgeschlecht von Bünau. Wie viele seiner Verwandten schlug auch er zunächst eine militärische Laufbahn im Dienst des Kurfürsten von Sachsen ein, trat jedoch im ausgehenden 17. Jahrhundert in den Dienst des Herzogs von Sachsen-Weißenfels. In Weißenfels übernahm er das Oberkommando über die auf dem Schloss Neu-Augustusburg stationierten Truppen, darunter die Schweizer Garde und das Gardekorps. Kurze Zeit später wird er Oberkommandant der Festung Heldrungen, die allerdings zu diesem Zeitpunkt kaum noch eine militärische Bedeutung besaß und deren Garnison 1712 vollständig aufgelöst wurde. Als standesgemäße private Unterkunft erwarb er das Rittergut Harras. Als Oberkommandant war Rudolph von Bünau zugleich Amtshauptmann für das Amt Heldrungen.
1698 erwarb er von der Familie von Werder deren Rittergut in Roßbach, dessen Umwandlung in Erblehn verbunden mit der Verleihung der Schriftsässigkeit und der Ober- und Erbgerichte über das Dorf Roßbach er am 29. Juli 1699 bei Herzog Johann Georg von Sachsen-Weißenfels aufgrund seiner Verdienste erreichte.
Nach der Bildung eines neuen Infanterieregiments wurde er dessen Kommandant und nahm mit diesem ab 1701 am Spanischen Erbfolgekrieg teil. 1707 erwarb er von den Geschwistern von Trebra deren in Oberheldrungen gelegene Lehngüter, dazu zählte neben Grundstücken auch eine wüste und unbebaute Ritterstätte mit sechs Diensthäusern, Schriftsässigkeit und Erbgerichten darüber. Als er aktiv in den Erbfolgekrieg zurückkehrte, wurde er bei einem Gefecht in der Nähe Brüssels am 8. November 1709 tödlich verwundet. Seinen Leichnam überführte man nach Sachsen-Weißenfels, wo er in der Kirche in Ostramondra beigesetzt wurde.

## Ehe
Verheiratet war Rudolph von Bünau mit Sophia Elisabeth geborene von Kerckers, gemeinsam hatten beide zwei Kinder.